# Związek gmin Kleiner Odenwald
Związek gmin Kleiner Odenwald – związek gmin (niem. Gemeindeverwaltungsverband) w Niemczech, w kraju związkowym Badenia-Wirtembergia, w rejencji Karlsruhe, w regionie Rhein-Neckar, w powiecie Neckar-Odenwald. Siedziba związku znajduje się w miejscowości Aglasterhausen, przewodniczącym jego jest Erich Dambach.
Związek zrzesza trzy gminy wiejskie:
- Aglasterhausen, 4 882 mieszkańców, 22,85 km²
- Neunkirchen, 1 842 mieszkańców, 15,95 km²
- Schwarzach, 3 198 mieszkańców, 8,37 km²